# 乌北站
乌北站（维吾尔语：ئۈرۈمچى شىمالىي ۋوگزالى，拉丁维文：Ürümchi Shimaliy Wogzali）位于乌鲁木齐市北郊，由乌西站出岔的北疆铁路支线上，距乌西站运营里程9.1公里。1965年6月1日开站，1966年6月10日起与全路各站开办货运业务，1976年7月1日改名为乌北站。
乌北站是小黄山支线的出岔点。是新疆重要的货物到发装卸站，拥有大量的专用线。